# مواد استهلاكية

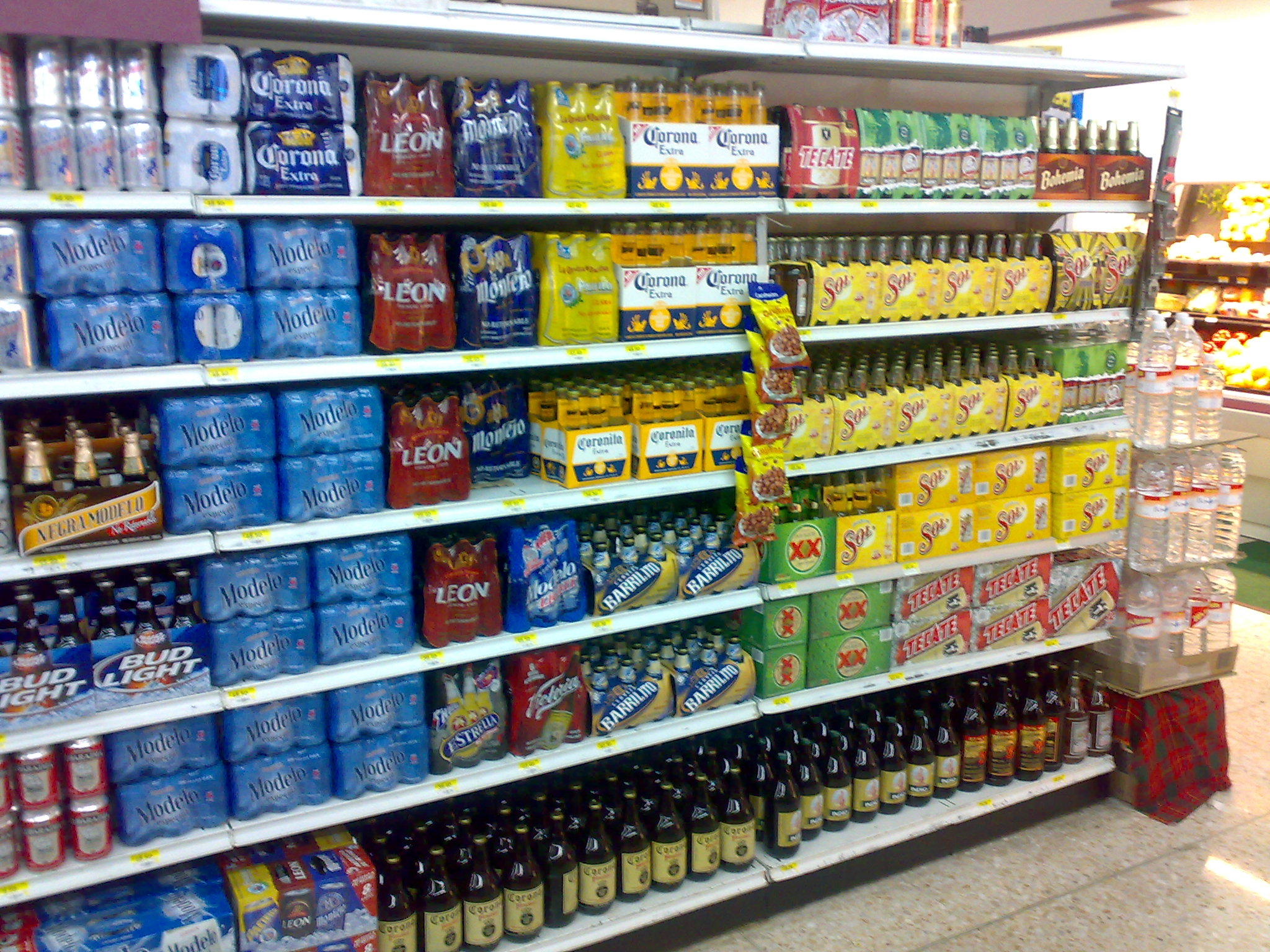

المواد الاستهلاكية (المعروفة أيضا بالبضائع الاستهلاكية أو البضائع غير المعمرة) هي البضائع التي يراد إستهلاكها. فالناس على سبيل المثال يستهلكون دوما الطعام والماء. تختلف المواد الاستهلاكية عن السلع المعمرة. فإن المنتجات ذو الاستعمال واحد هي حالة خاصة متطرفة من المواد الاستهلاكية، وذلك لأنها تصل إلى نهاية عمرها بعد استخدام واحد. أما المواد الاستهلاكية فهي المنتجات التي يستخدمها المستهلكون بشكل متكرر، أي الأصناف التي «يتم استنفاذها» أو يتم التخلص منها. على سبيل المثال، تعد المستلزمات المكتبية القابلة للاستهلاك مثل الورق والأقلام ومجلدات الملفات والملاحظات ومسحوق الحبر أو خراطيش الحبر. في بعض الأحيان تبيع الشركة سلعة معمرة بسعر منخفض على أمل أن يشتري المستهلك بعدها المواد الاستهلاكية التي تصاحبها بهامش صافي ربح أعلى. وتعد الطابعات وخراطيش الحبر مثالا، كما هو الحال مع كاميرا أرض بولارويد وفيلمها؛ ومكائن الحلاقة وشفراتها، التي أعطت هذا النموذج التجاري اسمه المعتاد (نموذج الشفرة والخوادم النصلية).
والحام القوسي يستخدم قطبًا مستهلكًا. هذا قطب يوصل الكهرباء إلى اللحام ولكنه يذوب أيضًا في اللحام كمعدن حشو.

كثيرا ما تستبعد السلع الاستهلاكية من سياسات الضمان، حيث يعتبر أن تغطيتها قد تزيد بشكل مفرط من تكلفة العلاوة.
1. ↑  "معلومات عن مواد استهلاكية على موقع britannica.com". britannica.com. مؤرشف من الأصل في 2019-07-12.
2. ↑  "معلومات عن مواد استهلاكية على موقع thes.bncf.firenze.sbn.it". thes.bncf.firenze.sbn.it. مؤرشف من الأصل في 2020-11-08.
3. ↑  "معلومات عن مواد استهلاكية على موقع babelnet.org". babelnet.org. مؤرشف من الأصل في 2020-11-08.

ؤرشفة من الأصلي (PDF) في 2007-06-13.
^ القطب المستهلك ، على سبيل المثال كجزء من العملية الصناعية.
^ على سبيل المثال، البطاريات في أجهزة الكمبيوتر: «الضمان المحدود لمدة عام واحد من Apple - ملحق - لمنتجات Apple و Beats ذات العلامات التجارية فقط». Apple قانوني. 2015-08-14 . تم الاسترجاع 2018/03/10 . يستثني هذا الضمان النضوب الطبيعي للأجزاء المستهلكة مثل البطاريات ما لم يحدث عطل بسبب عيب في المواد أو الصنعة والضرر الناتج عن إساءة الاستخدام أو الحوادث أو التعديلات أو الإصلاحات غير المصرح بها أو أسباب أخرى ليست عيوبًا في المواد والتصنيع. "AUS-One_Year_Warranty" (PDF). لا يسري هذا الضمان على: (أ) الأجزاء المستهلكة، مثل البطاريات أو الطلاء الواقي المصمم للتناقص بمرور الوقت ما لم يحدث عطل بسبب عيب في المواد أو التصنيع. كما هو الحال مع جميع البطاريات، ستنخفض السعة القصوى للبطارية بمرور الوقت والاستخدام؛